# プブリウス・ウァレリウス・ラエウィヌス
プブリウス・ウァレリウス・ラエウィヌス（ラテン語: Publius Valerius Laevinus、生没年不詳）は紀元前3世紀初頭の共和政ローマの政治家・軍人。紀元前280年に執政官（コンスル）を務めた。

## 出自
パトリキ（貴族）であるウァレリウス氏族の出身。父と祖父のプラエノーメン（第一名、個人名）は不明である。紀元前220年・紀元前210年の執政官マルクス・ウァレリウス・ラエウィヌスは孫である。

## 経歴

ヘラクレアの戦い後のピュロスの進撃経路

紀元前280年、ラエウィヌスは執政官に就任、同僚執政官はティベリウス・コルンカニウスであった。ラエウィヌスは南イタリアでエペイロス王ピュロスとの戦争を担当することとなった。ピュロスは直前にターレス（現在のターラント）に上陸していたが、彼の手元にある兵力は自身の軍とターレス軍のみであった。従って、ピュロスがイタリア半島で同盟国の軍隊を集める前に戦闘を強要することが、ローマにとって重要であった。
このため、ラエウィヌスは早春にルカニア（現在のバジリカータ州）に派遣され、占領した土地を要塞化し、そこを拠点にピュロスの動きを監視した。ピュロスは時間を稼ぐためにローマとの交渉を行い、ラエウィヌスに対してローマとターレスおよびイタリアのピュロスの同盟市との間の仲裁を行う旨の書簡を出した。ラエウィヌスはその提案内容を聞く前に、ローマは自力で問題を解決するつもりであり、ピュロスに直ちにエペイロスに戻るように返答した。
両軍はシリス川（en）を挟んで対陣した。戦闘の開始が迫っていたが、エピロスのスパイがローマ軍前線の背後で捕らえられた。ラエウィヌスはスパイにローマ軍団が戦闘の準備ができていることを見せ、さらにはピュロスがローマ軍とラエウィヌスの戦術に興味があるのなら、ピュロスを招待しようと伝えるよう、スパイに命じて解放した。
ローマ軍は兵力で上回っていたが、結果としてヘラクレアの戦いでピュロスに敗北し、野営地も占領された。夜になってアプリア（現在のプッリャ州）の都市、おそらくはウェヌシア（現在のヴェノーザ）に撤退することが出来た。この戦いはローマ軍にとって戦象と戦った最初の経験となった。ピュロスは追撃は行わず、ラエウィヌスはカプアを防衛することができた。また、ローマに向かうエピロス軍の後衛部隊を追尾した。ピュロスはローマ近郊60キロメートルまで迫ったが、そこから撤退した。ラエウィヌスは彼の兵士の士気を効果的に回復させ、このためピュロスはラエウィヌスを再度攻撃することはできなかった。
とは言うものの、ラエウィヌスは敗北の責任を取らされ、ローマに戻ることは許されず、彼の軍と共にサムニウムで冬営することとなった。戦争の残りの期間、ラエウィヌスは歴史に登場してこない。
プルタルコスは、エペイロスがローマに勝利したのではない、ピュロスがラエウィヌスに勝利したのだ、と述べている。

## 参考資料
- ハリカルナッソスのディオニュシオス『ローマ古代誌』
- ティトゥス・リウィウス『ローマ建国史』
- カッシウス・ディオ『ローマ史』
- アッピアノス『ローマ史』
- ゾナラス『歴史梗概』
- オロシウス『異教徒に反論する歴史』
- セクストゥス・ユリウス・フロンティヌス『戦術論』
- フロルス『700年全戦役略記』
- エウトロピウス『首都創建以来の略史』
- T. Robert S. Broughton (The American Philological Association), The Magistrates of the Roman Republic: Volume I, 509 BC - 100 BC , New York Press of Case Western Reserve University (leveland, Ohio), coll.  "Philological Monographs, number XV, volume I,"1951, 578  p.